# Liste der Stolpersteine in Klostermansfeld
Die Liste der Stolpersteine in Klostermansfeld enthält alle Stolpersteine, die im Rahmen des gleichnamigen Kunst-Projekts von Gunter Demnig in Klostermansfeld verlegt wurden. Mit ihnen soll Opfern des Nationalsozialismus gedacht werden, die in Klostermansfeld lebten und wirkten. Bei der bislang einzigen Verlegeaktion wurden am 21. November 2008 zwei Steine an einer Adresse verlegt.

## Liste der Stolpersteine
| Adresse             | Datum der Verlegung | Person | Inschrift                                                                                       | Bild | Bild des Hauses |
| ------------------- | ------------------- | --- | ----------------------------------------------------------------------------------------------- | --- | --------------- |
| Chausseestraße 33 · | 21. Nov. 2008       | Max Bluhm (1886–1942) Max Bluhm wurde in Groß Siebsau als jüngstes von zwölf Geschwistern geboren. Im Ersten Weltkrieg diente er als Soldat. Nach dem Krieg fiel sein Heimatort in Westpreußen an Polen. Er übersiedelte deshalb mit seiner Frau Lotte Minna zunächst nach Berlin, später nach Halle (Saale) und schließlich nach Klostermansfeld. Dort eröffnete er ein Bekleidungs- und Schuhgeschäft. Bereits 1933 hatte er unter einem ersten Boykott zu leiden. Während der Novemberpogrome 1938 wurde das Geschäft geplündert und musste schließlich geschlossen werden. Ab 1940 wurde Max Bluhm zur Zwangsarbeit in Halle herangezogen. Am 11. April 1942 erhielten er und seine Frau die Mitteilung, dass ihre Deportation bevorstünde. Am 1. Juni wurden sie von Halle aus ins Vernichtungslager Sobibor gebracht, wo sie gleich nach ihrer Ankunft zwei Tage später ermordet wurden. | Hier wohnte MAX BLUHM Jg. 1886 deportiert 1942 Sobibor ermordet 3.6.1942                        | Bild gesucht Die Wikipedia wünscht sich an dieser Stelle ein Bild vom Ort mit diesen Koordinaten 51.584653 11.494086 . Motiv: Stolperstein für Familie Bluhm Falls du dabei helfen möchtest, erklärt die Anleitung , wie das geht. BW |                 |
| Chausseestraße 33 · | 21. Nov. 2008       | Lotte Minna Bluhm geb. Weissfeld (1889–1942) Lotte Minna Bluhm stammte aus Zempelburg und arbeitete in Klostermansfeld im familiären Geschäft. Da ihre Ehe mit Max Bluhm kinderlos geblieben war, ist es wahrscheinlich, dass sie ebenfalls Zwangsarbeit verrichten musste. Am 1. Juni wurde sie von Halle aus ins Vernichtungslager Sobibor gebracht, wo sie gleich nach ihrer Ankunft zwei Tage später ermordet wurde. | Hier wohnte LOTTE MINNA BLUHM geb. Weissfeld Jg. 1889 deportiert 1942 Sobibor ermordet 3.6.1942 | Bild gesucht Die Wikipedia wünscht sich an dieser Stelle ein Bild vom Ort mit diesen Koordinaten 51.584653 11.494086 . Motiv: Stolperstein für Familie Bluhm Falls du dabei helfen möchtest, erklärt die Anleitung , wie das geht. BW |                 |